# Ad Turres (Lacio)
Ad Turres fue una antigua ciudad de Etruria. Por Ad Turres pasaba la Vía Aurelia. Estaba situada a unas 10 millas de Lorium y a unas 12 de Pirgi. Su ubicación exacta se desconoce. Los editores del Barrington Atlas of the Greek and Roman World la sitúan cerca de Palidoro, comuna de Roma, Provincia de Roma, Lacio, Italia.